# Františkánská zahrada
Františkánská zahrada je historický vnitroblokový park na Novém Městě v Praze 1, který se nalézá mezi Jungmannovým náměstím, Václavským náměstím a Vodičkovou ulicí v bezprostřední blízkosti kostela Panny Marie Sněžné.

## Popis

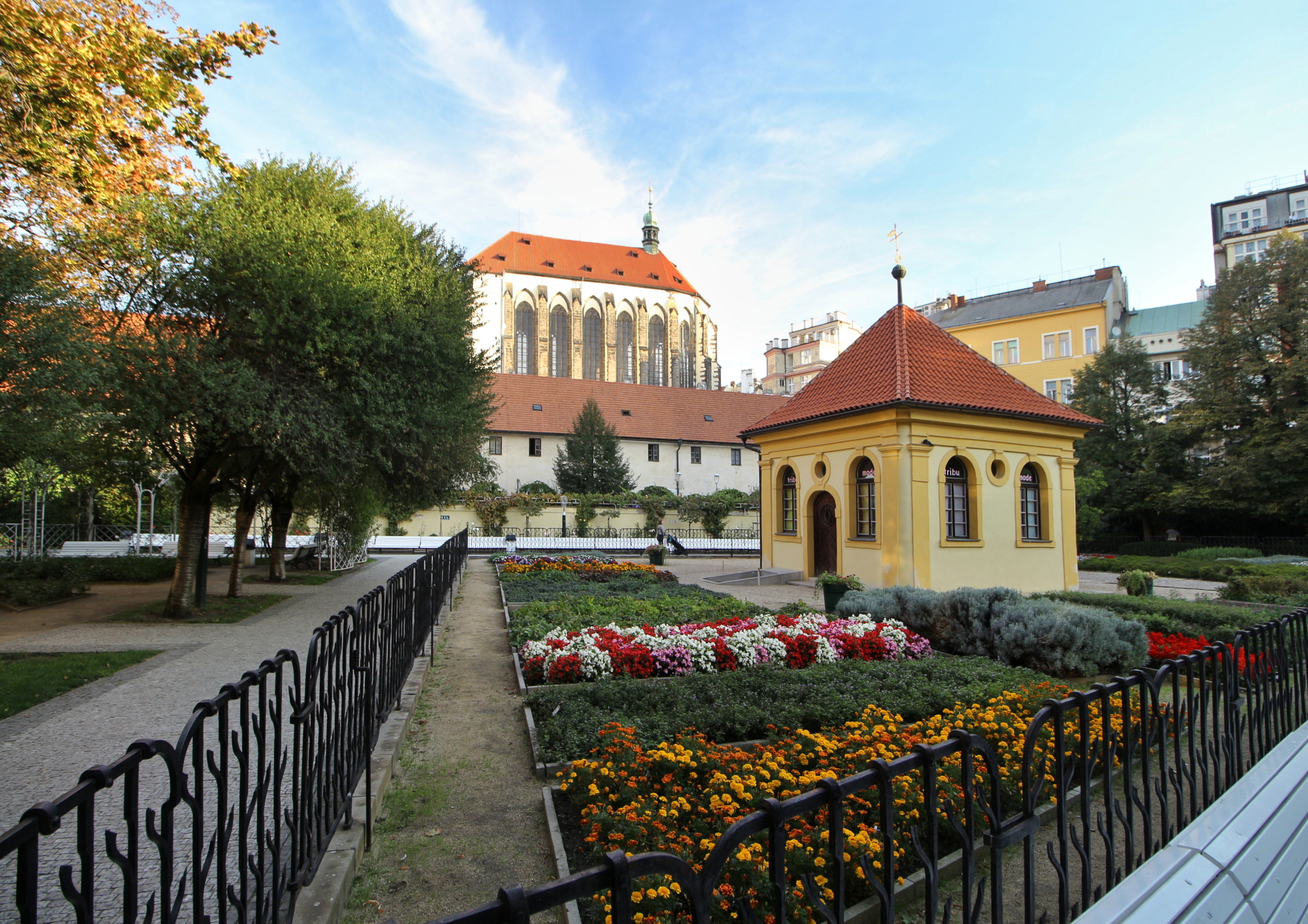
Františkánská zahrada s altánkem od jihu

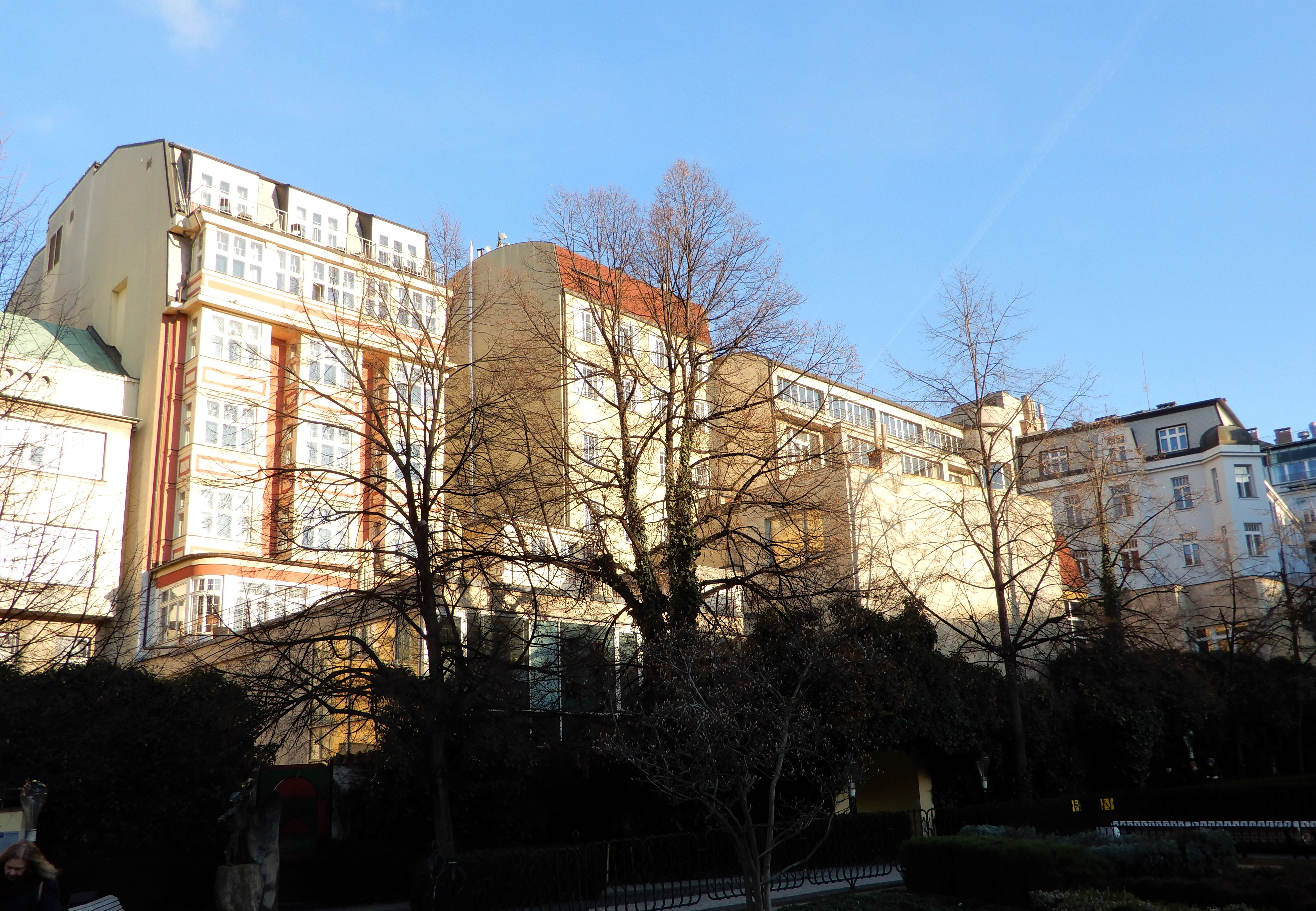
Jihovýchodní kout zahrady: domy čp.782-II, 784-II, 786-II, 788-II a vstup do pasáží Alfa a Světozor

Přístup do zahrady je možný z Jungmannova náměstí nebo pasáží Alfa vedoucí sem z Václavského náměstí, nebo pasáží Světozor vedoucí z Vodičkovy ulice (obě pasáže se spojují před branou do zahrady), a také průchody z Vodičkovy, z Palackého a z Jungmannovy ulice. Zahrada je celoročně otevřena a zavírá se jen na noc.
Jakožto barokní zahrada francouzského typu s pravidelným půdorysem představuje ojedinělou přírodní enklávu přímo v srdci hlavního města; uprostřed zahrady stojí čtvercový pavilon, užívaný i jako prodejna, a kolem něho bylinářská zahrádka, ohrazená nízkým plotem. V zahradě jsou vysázeny živé ploty a růže, je zde umístěna řada laviček a sochařská fontána.
V jihovýchodním křídle budovy kláštera je mateřská škola s přilehlým dětským hřištěm, přístupným také pro veřejnost ze zahrady.

## Historie
Zahrada vznikla při sousedním františkánském klášteře (původně karmelitánském) s kostelem Panny Marie Sněžné, založeném roku 1347, jako užitková zahrada. Od roku 1604 klášter obsadili františkáni a zahradu několikrát obnovovali. V barokní době byla upravena jako pravidelný ozdobný park s barokní kaplí uprostřed. Za druhé světové války zde němečtí okupanti vybudovali velkou hasicí nádrž. Po internaci bratří františkánů, na mnoho let v nejtěžších komunistických žalářích, byla roku 1950 zahrada otevřena pro veřejnost. Po roce 1989 byl areál kláštera v restituci navrácen; zahrada však navrácena nebyla a je majetkem Městské části Praha 1. Kaple byla po roce 1950 proměněna v zahradní altánek s obchodem. Mezi lety 1989 a 1992 zahrada prošla rekonstrukcí podle návrhu architektů Otakara Kuči a Ivany Tiché. Před rekonstrukcí byla její součástí také meteorologická vitrína s přístroji a předpovědí počasí, kterou aktualizovali pracovníci Českého hydrometeorologického ústavu.

## Sochařská výzdoba
V zahradě jsou nově instalovány sochy akademických sochařů Stanislava Hanzíka a Josefa Klimeše.
- Vstup z rozcestí pasáží Alfa a Světozor kryje brána, vyzdobená  24 figurálními reliéfy spjatými se svatým Františkem od Petra Císařovského.[pozn. 1]
- Stanislav Hanzík – Chlapec s mušlí (nazývaný také Davídek) a Ezop (výzdoba fontány)
- Josef Klimeš – Fontána Divoženky a poletuchy (sousoší doplněné pítkem)

## Galerie

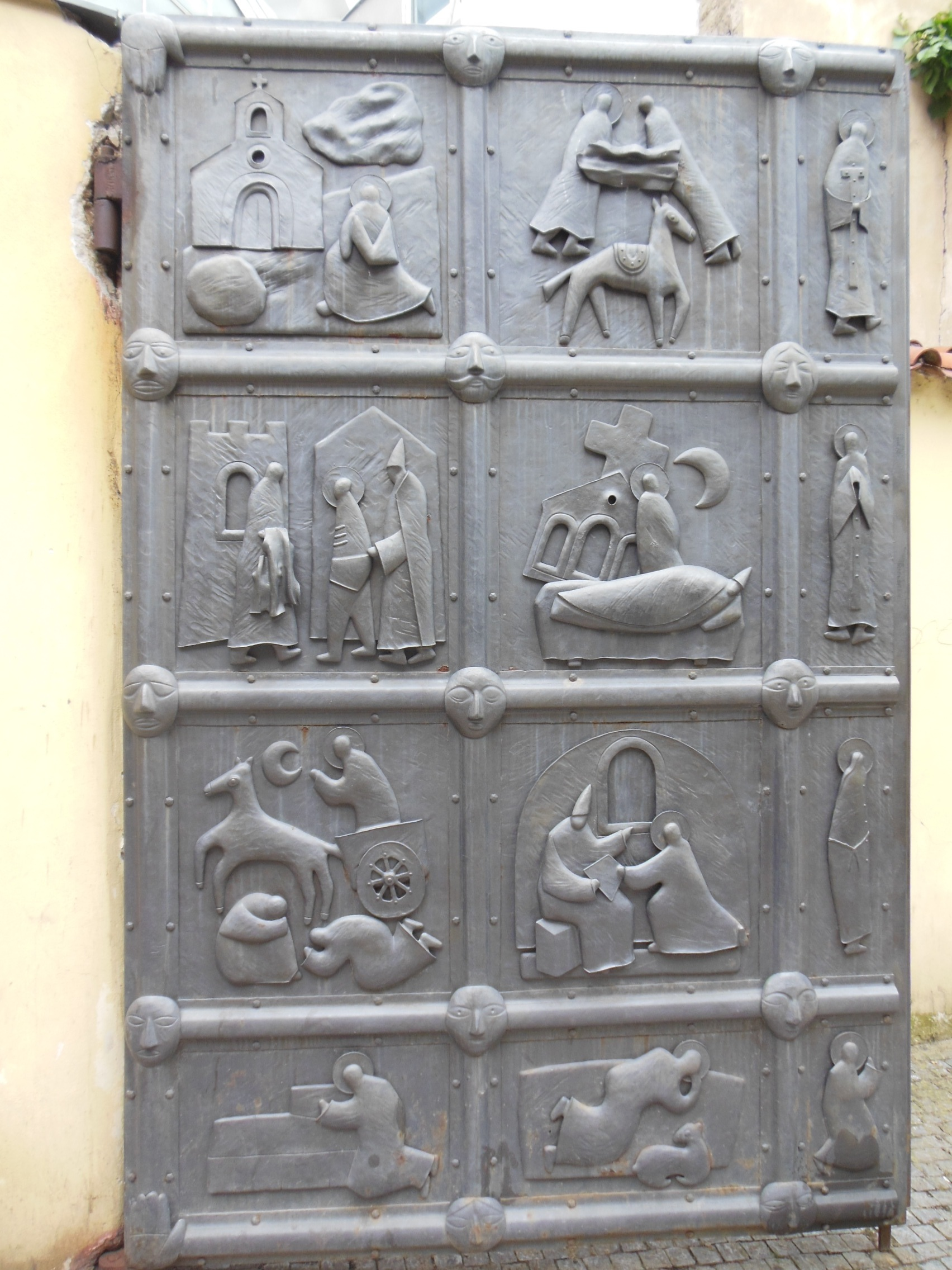
vstupní vrata
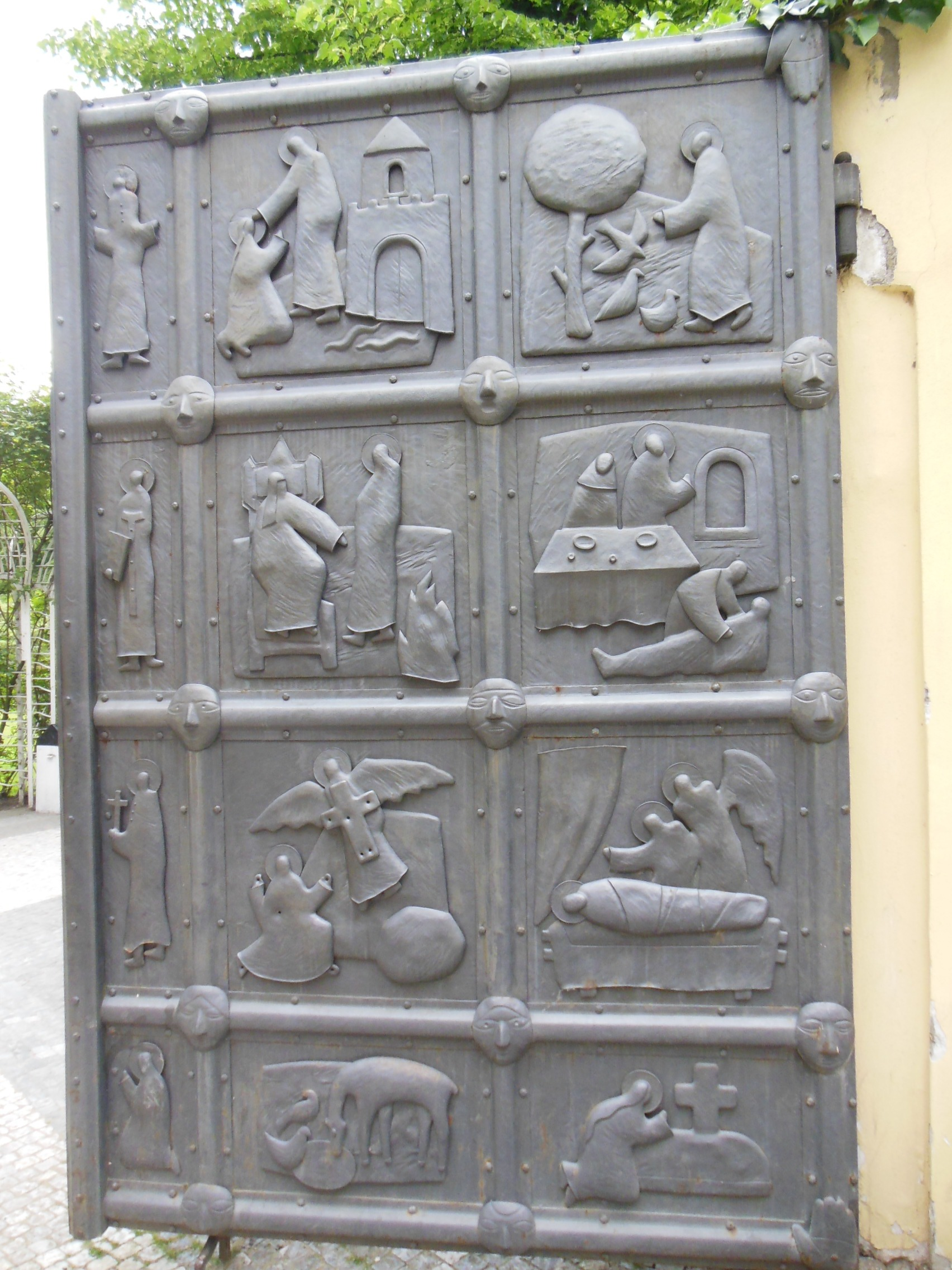
vstupní vrata
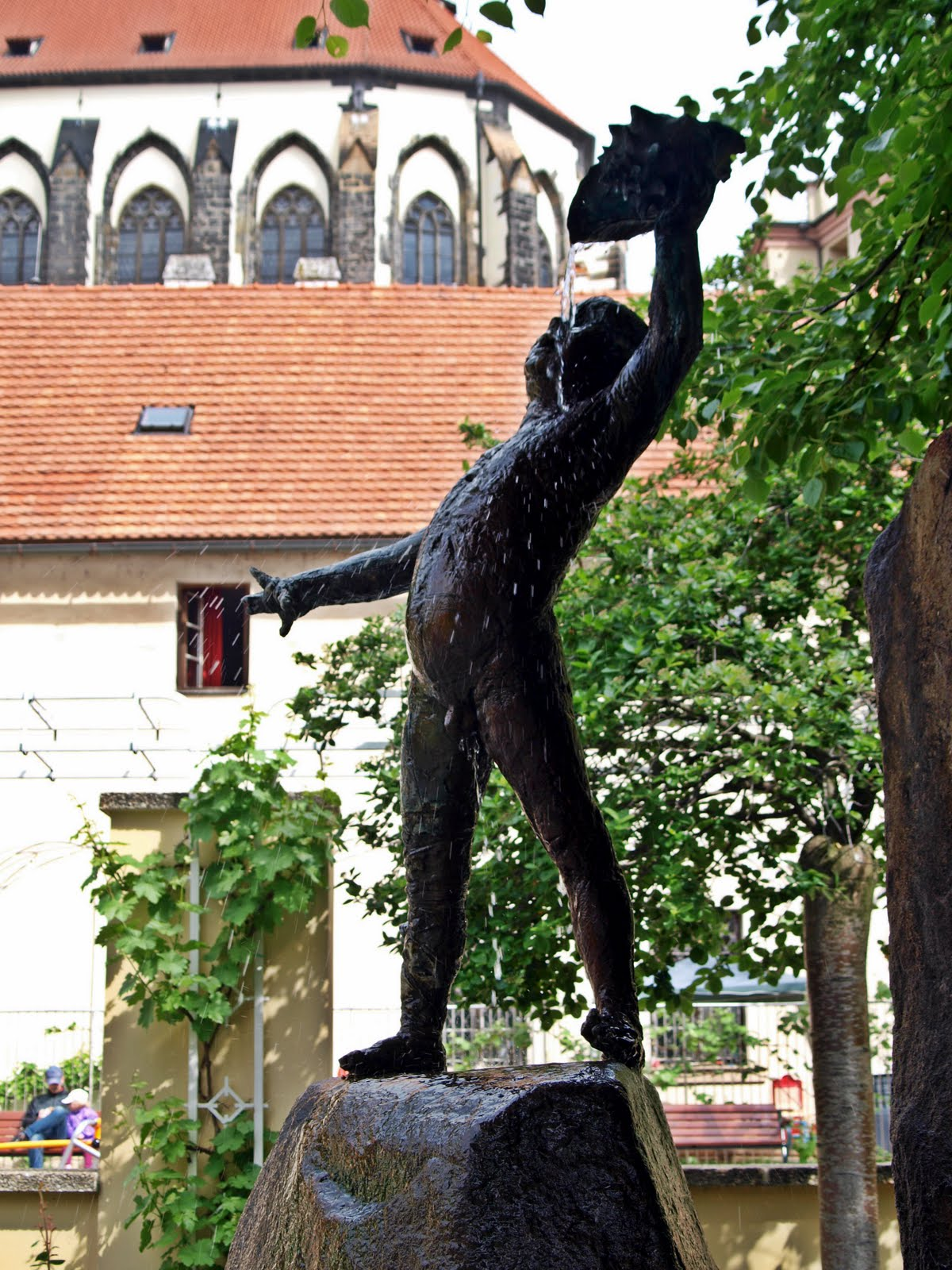
Stanislav Hanzík: Chlapec s mušlí
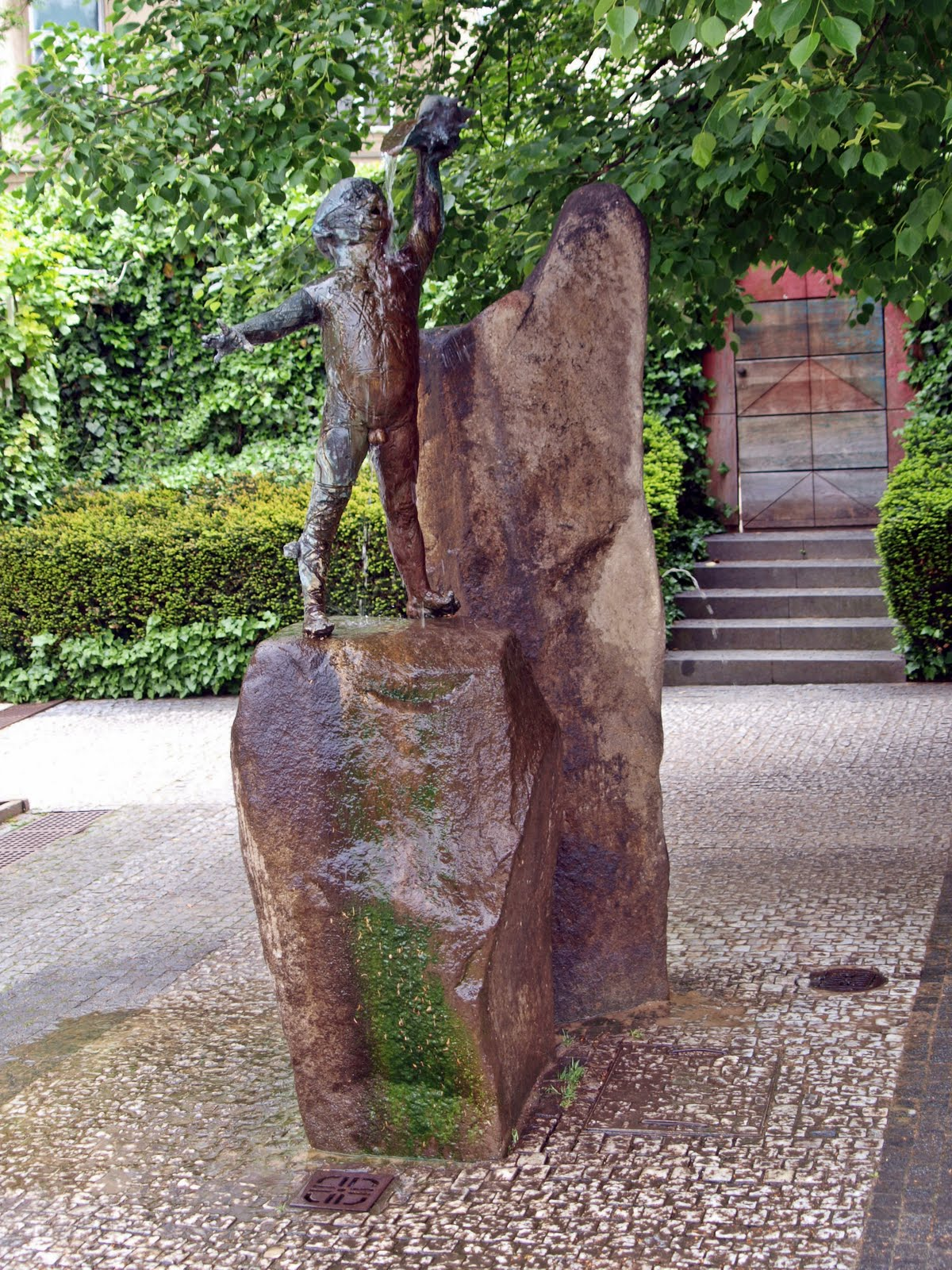
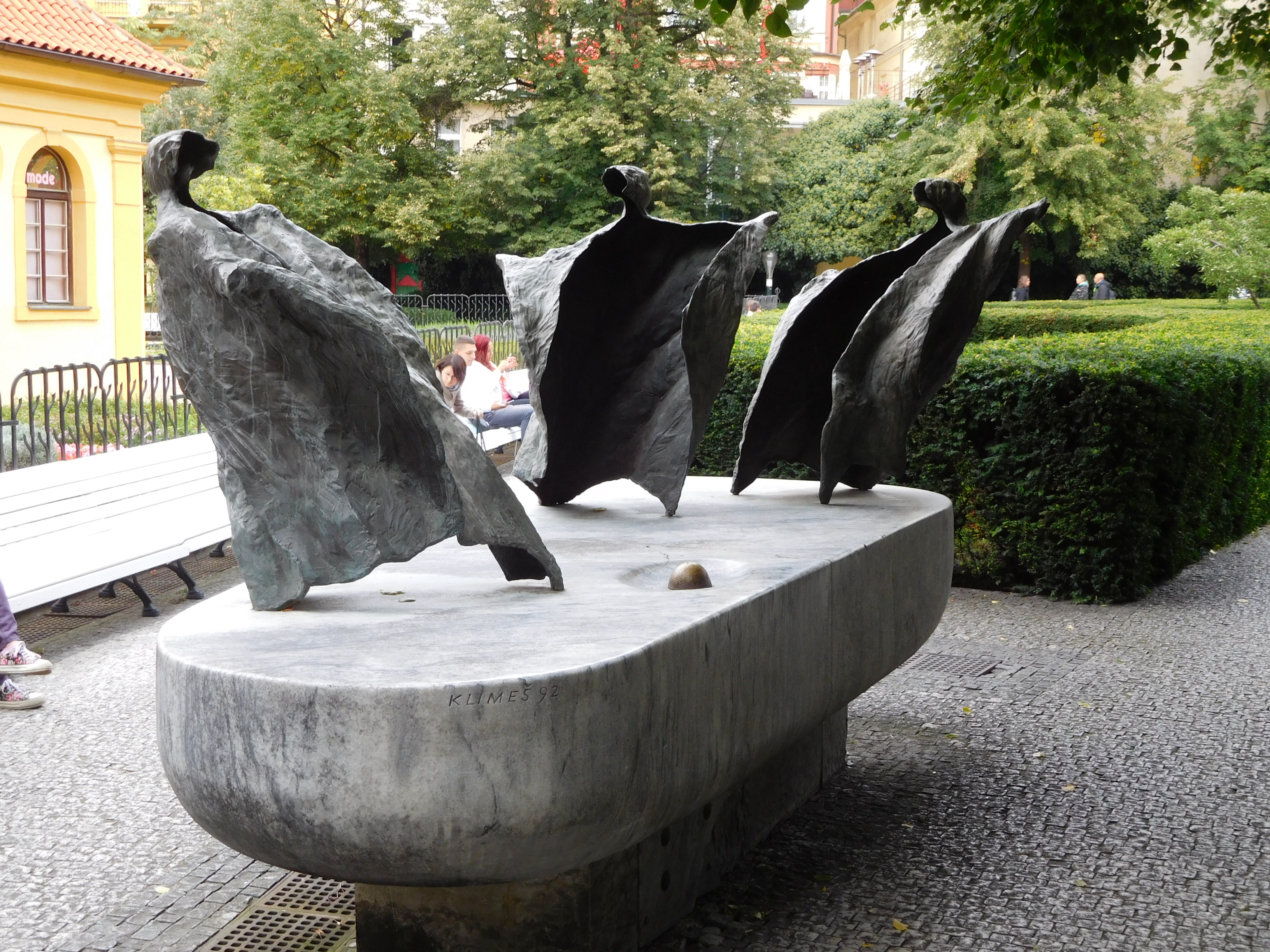
Josef Klimeš: Fontána Divoženky a poletuchy
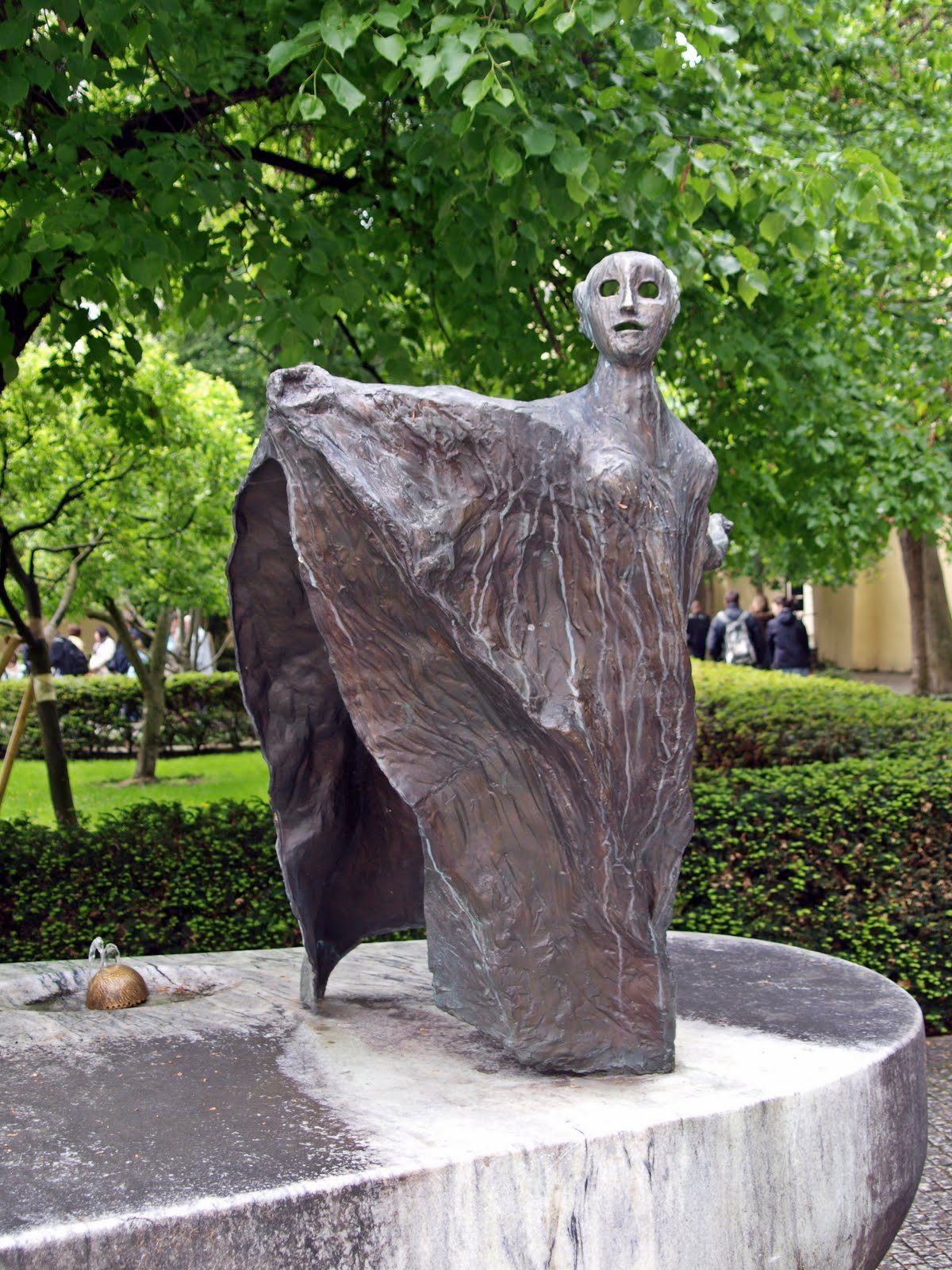
Josef Klimeš: Fontána Divoženky a poletuchy
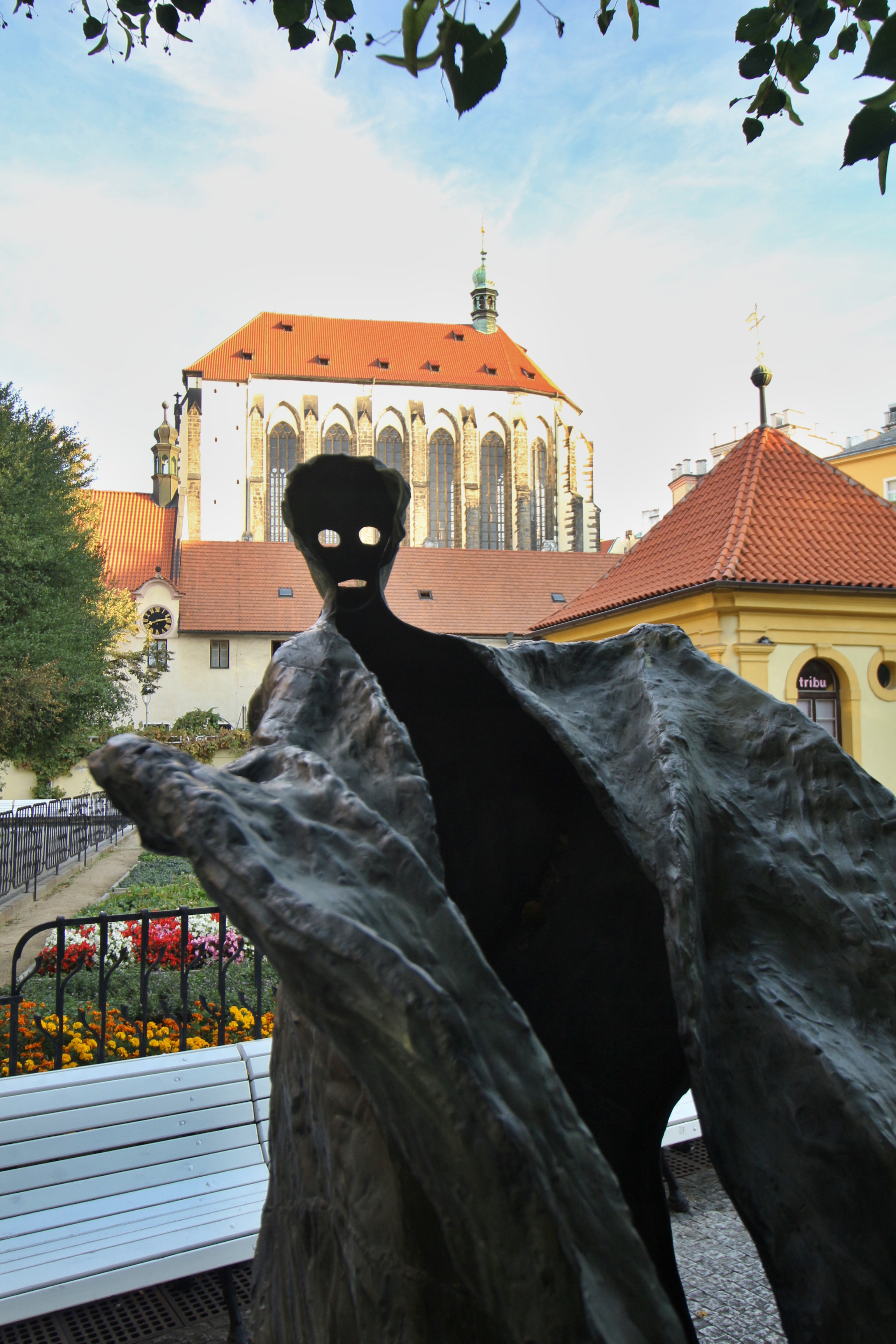
Josef Klimeš: Fontána Divoženky a poletuchy, v pozadí chrám Panny Marie Sněžné